# Замок Бернчьорч

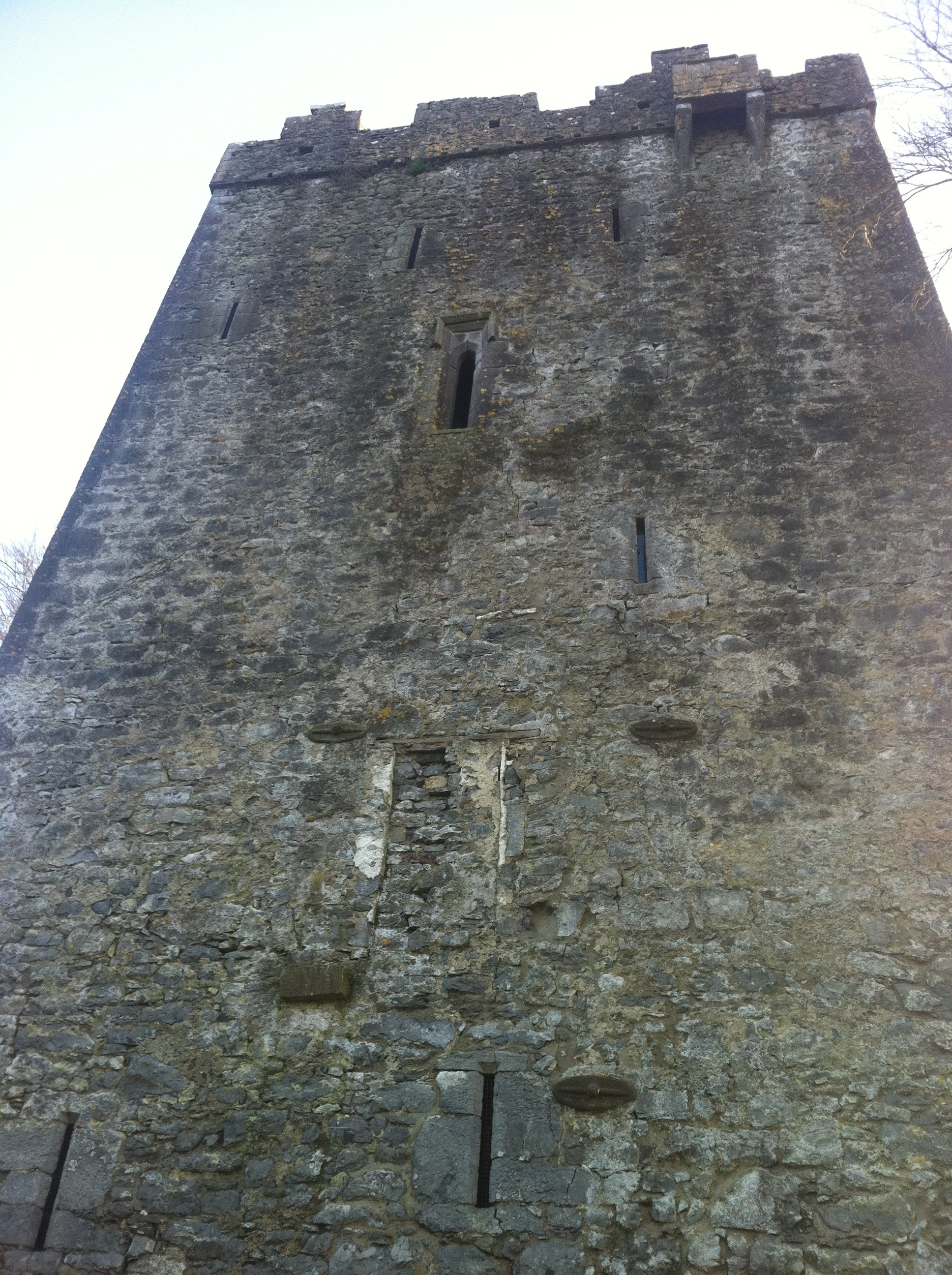
Вежа замку Бернчьорч.

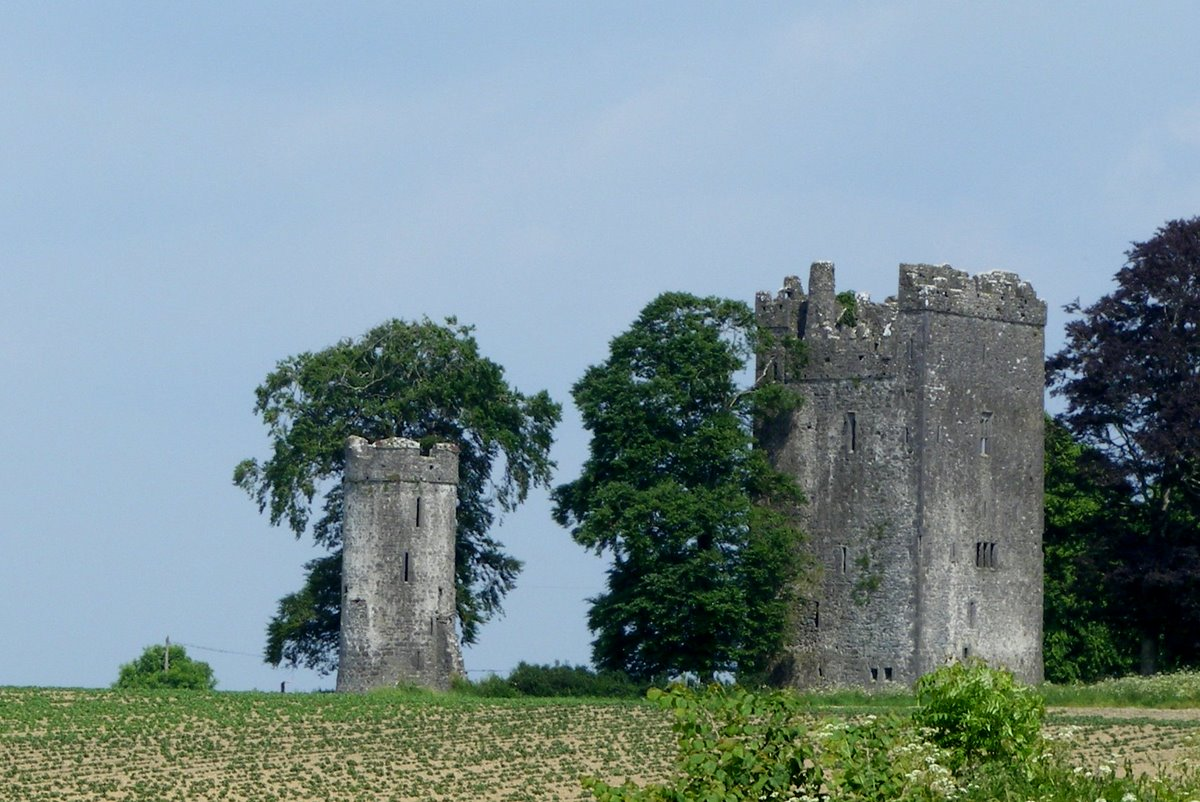
Замок Бернчоьорч.

Замок Бернчьорч (англ. Burnchurch Castle) — один із замків Ірландії, розташований в графстві Кілкенні. Нині це пам'ятка історії та архітектури Ірландії національного значення. Замок збудований в норманському стилі в XV столітті. Є замком типу вежа-будинок з додатковою надбрамною круглою вежею.
Замок належав гілці Десмон аристократичної родини Фітцджеральд. Десмонди володіли цим замком з XV століття до 1817 року. Замок стоїть на відстані 4 милі на північний захід від міста Кілкенні, за 6 км від замку Баллібер, неподалік від селища Каффесгрейндж та пріорату Келлс. Замок розташований на землях приходу Бернчьорч баронства Шіллелогер.
У давні часи замок складався з двох веж та муру, що оточував замковий двір. Основна вежа мала 6 поверхів, величезну кількість проходів та кімнат всередині, великий зал, що був сполучений з основною вежею. Тепер від великого залу не лишилось і сліду. Збереглися старі малюнки замку, на яких зображені додаткові будівлі, яких нині не існує. У замку є численні вузькі кімнати сховані в стінах, в тому числі є «секретна кімната» на 4 поверсі. Збереглися сходи, що сполучають поверхи та ведуть до маленької башти, збереглися бійниці, камін з різьбою, високий димар. Округлий димохід кілька разів перебудовувався. По конструкції замок дещо нагадує замок Клер. Зубчасті стіни побудовані в ірландському стилі.